# 2589 Денієл
2589 Денієл (2589 Daniel) — астероїд головного поясу, відкритий 22 серпня 1979 року.
Тіссеранів параметр щодо Юпітера — 3,288.